# القومراه
ال-قومراه یک منطقهٔ مسکونی در یمن است که در استان حضرموت واقع شده‌است.